# Confédération nationale des travailleurs-Solidarité ouvrière
 (juillet 2018).
Pour les articles homonymes, voir Confédération nationale du travail et CNT.
La Confédération Nationale des Travailleurs - Solidarité ouvrière (CNT-SO) est un syndicat anarcho-syndicaliste créé le 12 novembre 2012 à la suite d'une scission au sein de la Confédération nationale du travail (CNT).

## Historique
L'origine de la scission remonte à un conflit autour du rôle des permanents syndicaux. Le syndicat du nettoyage et celui de la communication considérant alors qu'un poste permanent rémunéré de conseiller juridique est selon les adhérents de ces deux syndicats, indispensable au secteur du nettoyage.
En juin 2012, lors de la Foire de l'autogestion, une altercation a lieu entre des militants de la CNT Région parisienne et des membres du syndicat du nettoyage. À la suite de cela, le syndicat du nettoyage quitte la CNT. Si quelques syndiqués rejoignent l'Union syndicale Solidaires, la majorité fonde la CNT-SO.
Depuis, le syndicat s'est développé dans les secteurs du nettoyage, de la restauration et de l'hôtellerie, principalement à Paris, Lyon et Marseille. 
Il est notamment à l'origine d'organisation de grèves de salariés du nettoyage dans ces villes pour les droits des salariés et contre la sous-traitance, comme à Marseille lors de plusieurs grèves au cours de l'année 2016, à Lyon en octobre-décembre 2017 dans le centre commercial de La Part-Dieu ou encore à Paris avec une grève de plus de cent jours à l'Holiday Inn de Clichy commencée en octobre 2017,,.

## Implantation et représentativité
La CNT-SO est représentative dans plusieurs entreprises de nettoyage et du bâtiment. Un syndicat étudiant représentatif, le Syndicat de combat universitaire de Montpellier (SCUM), est membre de la fédération éducation et recherche de la CNT-SO, tout en étant rattaché à l’Union étudiante.